# Chthonius elongatus
Espèce
Chthonius elongatus est une espèce de pseudoscorpions de la famille des Chthoniidae.

## Distribution
Cette espèce est endémique de Toscane en Italie,. Elle se rencontre dans la grotte Buca Tana à Lucques.

## Publication originale
- Lazzeroni, 1970 : Chthonius (s. str.) elongatus, nuova specie cavernicola della Toscana. (Ricerche sugli Pseudoscorpioni-7). Memorie del Museo Civico di Storia Naturale di Verona, vol. 18, p. 141-146.